# Vogelkarspitze
La Vogelkarspitze est une montagne qui s’élève à 2 524 m d’altitude dans les Karwendel, à la frontière entre l'Allemagne et l'Autriche.